# Плезент Плејн (Ајова)
Плезент Плејн (енгл. Pleasant Plain) град је у америчкој савезној држави Ајова. По попису становништва из 2010. у њему је живело 93 становника.

## Демографија
Према попису становништва из 2010. у граду је живело 93 становника, што је -38 (-29.0%) становника више него 2000. године.
| Група             | 2000.        | 2010.      |
| Белци             | 131 (100.0%) | 92 (98,9%) |
| Афроамериканци    | 0 (0,0%)     | 0 (0,0%)   |
| Азијати           | 0 (0,0%)     | 0 (0,0%)   |
| Хиспаноамериканци | 0 (0,0%)     | 1 (1,1%)   |
| Укупно            | 131          | 93         |